# 비신사적 행위

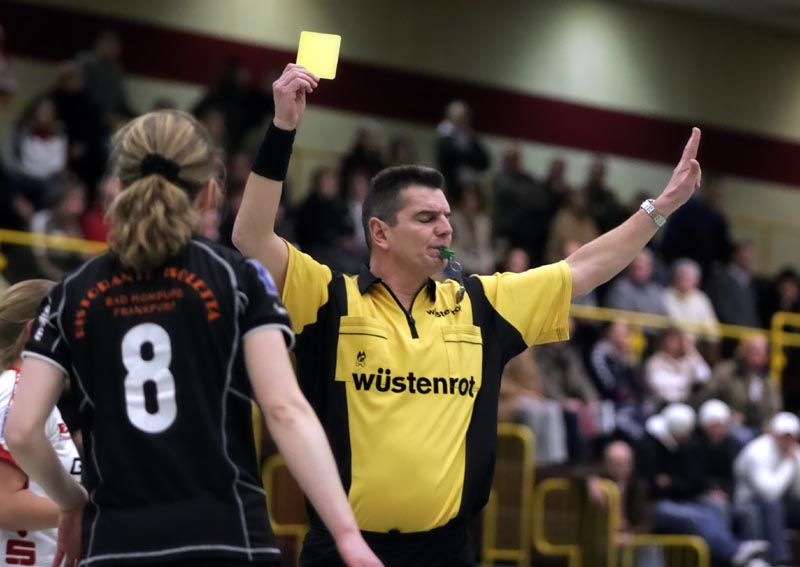
핸드볼 경기에서 옐로 카드를 받는 모습

비신사적 행위(Unsportsmanlike conduct)는 많은 스포츠에서 일반적으로 받아들여지는 스포츠맨십 및 참가자 행동 규칙을 위반하는 반칙이나 위반 행위이다. 예를 들어 폭언, 상대 선수나 경기 심판에 대한 조롱, 중요한 경기 후 과도한 축하, 부상 위장 등이 있다. 많은 스포츠의 공식 규칙에는 참가자 또는 팀 전체가 비신사적 행위에 대해 페널티를 받거나 다른 방식으로 제재를 받을 수 있다는 일반적인 조항이 포함되어 있다.

## 승부조작
비신사적 행위에는 선수들이 승부조작을 시도하는 것도 포함된다. 승부조작이란 팀이 더 유리한 토너먼트 대진표나 더 높은 드래프트 지명권을 얻기 위해 고의로 패배(실패한 경기)하거나 무승부 또는 특정 점수를 얻는 행위를 말한다.

## 같이 보기
- 부정 행위
- 파울 (축구)